# 鴻門の会

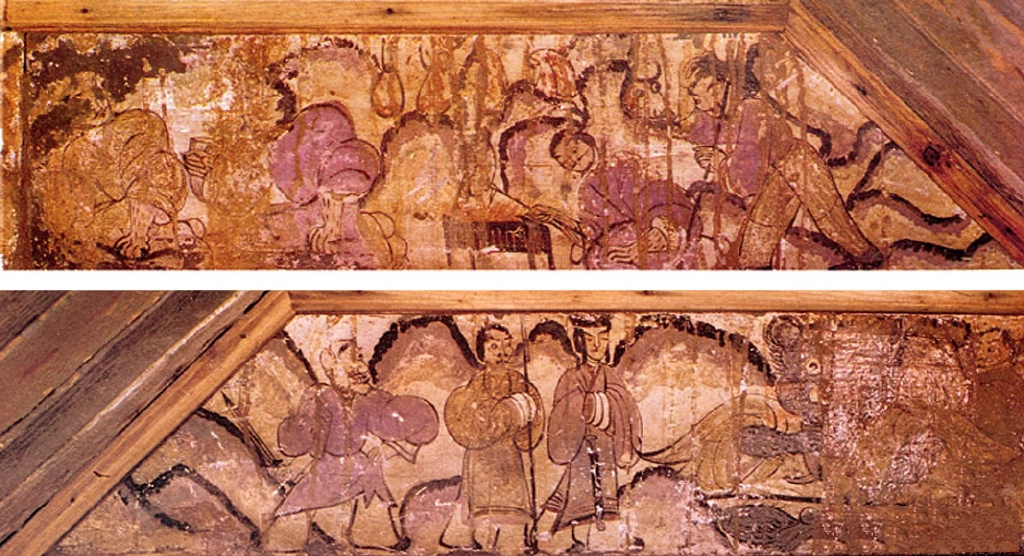
鴻門の会の様子を描いた壁画

鴻門の会（こうもんのかい, 中国語: 鸿门宴）は、紀元前206年、楚の項羽と漢の劉邦が、秦の都咸陽郊外（現在の陝西省西安市臨潼区）で会見した故事。楚漢の攻防の端緒となった。

## 鴻門の会以前
紀元前207年、倒秦に立ち上がった楚の懐王は関中を初めに平定したものを関中の王とすると諸将に約束した。懐王は、項羽らを趙の救援後に函谷関より関中へ進軍するよう北上させ、一方劉邦（当時は沛公）には南方ルートの武関より関中へ進軍するよう命じた。命を受けた劉邦は軍を進めて秦軍と戦った。一方、秦の宰相である趙高は、二世皇帝を殺害し、関中を二分しようと提案してきた。劉邦はこれを謀略と断じ、張良の建策に従って秦の将軍を買収し、武関を攻略。関中に侵入し秦軍を撃破した。その際に秦王の子嬰が降伏し、劉邦は遂に軍を率いて秦都咸陽へ入る。
この時項羽はまだ関中に至っていなかった。劉邦に後れて函谷関に至った項羽は、関を守る劉邦軍の兵を見る。更に、劉邦がすでに秦都咸陽を陥落させたと聞いて大いに怒り、当陽君らを派遣して函谷関を攻撃し、関中へ入って戯水の西に軍を進めた。劉邦に謀反の罪を問い、撃滅してしまおうとしたのである。項羽軍は劉邦軍に比べて兵力のみならず勇猛さでも圧倒的に上であり、劉邦の命運は風前の灯となった。
項羽の叔父の項伯は夜密かに馬を走らせ、劉邦に客将として従っていた張良に会った。項伯は張良とかねてより親しく、また仇持ちとなった際に匿ってもらった恩義があった。事の顛末を話し、君だけは助けたいと共に脱出するよう誘うが、張良はそれを拒否し一部始終を劉邦に伝えた。劉邦は驚き、項伯と会って姻戚関係を結ぶことを約束し「咸陽に入って以来、宝物などを奪う事もせず、項羽将軍を待っていました。関に兵を置いたのは盗賊と非常時に備えたものです。これを項羽将軍に伝えて下さい」と言った。項伯は納得するがそれを項羽へ伝える条件として、劉邦が明朝項羽の陣営へ直接来て謝罪する必要があると言い、劉邦はこれを受け入れた。一方の項羽も項伯の取り成しにより怒りを和らげ、弁明を聞くことにした。そして翌日、後に言う「鴻門の会」が行われることとなった。

## 鴻門の会
翌朝、劉邦は鴻門に項羽を訪ねた。しかし護衛の兵は陣外に留め置かれ、本営には劉邦と張良だけが通された。劉邦はまず項羽に謙って謝罪し、「私達は秦を討つために協力し、項羽将軍は河北に、臣は河南に戦いました。思いもよらず先に関中に入りましたが、小人の讒言によって、互いの関係にヒビが入っているのは残念でなりません」と弁明した。それに対して項羽は、「それは曹無傷が言った事だ」と返した。
項羽は宴会を始め、項羽・項伯は東に向いて座った。范増は南向き上座に、劉邦は北向き下座に、張良は西向きにそれぞれ座った。宴会中、范増は項羽に目配せして、劉邦を斬るよう合図を送った。そもそも劉邦を陣中に入れたこと自体が謀叛を大義名分として斬ることを目的としたもので、彼を項羽のライバルとして警戒する范増が強く進言したものだった。しかし、劉邦が卑屈な態度を示し続けていたので、項羽は討つ気が失せ、一向に動かなかった。三度合図を送っても全く動かなかったので、范増は一旦中座して項荘（項羽の従弟）を呼び、祝いの剣舞と称して劉邦に近づき、斬るよう命じた。これを受けて項荘は剣舞を始めたが、企みに勘づいた項伯も相方として剣舞を始め、項荘を遮り続けた。
この時、張良も中座し、陣外に待機していた樊噲に事態の深刻さを伝えた。樊噲は髪を逆立てて護衛の兵士を盾ではじき飛ばし宴席に突入。「戦勝の振る舞いがない！お流れを頂戴致したく願います！」と項羽をにらみつけ、その凄まじい剣幕に剣舞が中止となる。項羽はその豪傑ぶりに感心し、大きな盃に酒をなみなみと注いで渡すと、樊噲はそれを一気に飲み干した。更に、豚の生肩肉を丸々一塊出すと、樊噲は盾をまな板にして帯びていた剣でその肉を切り刻み、平らげた。ここで項羽がもう一杯と酒を勧めると、樊噲は「私は死すら恐れませんのに、どうして酒を断る理由がありましょうか。秦王は暴虐で、人々は背きました。懐王は諸将に、先に咸陽に入ったものを王にすると約束しました。沛公は先に咸陽に入りましたが、宝物の略奪もせず、覇上に軍をとどめ、将軍（項羽のこと）の到着を待っていました。関に兵を派遣したのも、盗賊と非常時に備えるためです。未だに恩賞もないのに、讒言を聞き入れて功ある人を殺すというのは、秦の二の舞ではありませんか」と述べた。これに対して項羽は返す言葉がなく、「それほど心配なら、ここに座っても良いぞ」と言うのみだった。
その後、劉邦が席を立ったまま戻ってこないので、項羽は陳平に命じて劉邦を呼びに行かせたが、劉邦は樊噲と共に鴻門をすでに去り、自陣に到着していた。この際、張良は、劉邦が酒に酔いすぎて失礼をしてしまいそうなので中座したと項羽に謝罪し、贈り物を渡すと自らも辞去した。
贈り物を前にした項羽はご機嫌だったが、范増は情に負けて将来の禍根を絶つ千載一遇の機会を逃した項羽に対し「こんな小僧と一緒では、謀ることなど出来ぬ！」と激怒し、贈り物の玉斗を自らの剣で砕く。さらに深い嘆息をもらして、劉邦を討ち取る事ができなかったので、「そのうち天下は必ず劉邦に奪われ、我らは捕虜となってしまうだろう」と嘆いた。劉邦は自軍に戻ると、さっそく項羽に讒言をした曹無傷を誅殺した。

## 鴻門の会以後
鴻門の会において劉邦の釈明を受け入れた格好になった項羽は、劉邦を討つ大義名分を失う。天下を平らげ劉邦を蜀巴の地へ左遷はしたものの、ここで劉邦を討てなかったことが後の敗北につながった。
また范増も項羽が劉邦を討たなかったことに憤慨し、後々の離間の遠因となる。范増を失った楚軍は張良・陳平の策謀に対抗する力も失った。
この鴻門の会は劉邦最大の危機であったが、劉邦は臣下の進言を受け入れてその通りに行動し、また臣下も身命を賭して主君の危機を救った。これと対照的に、自らに実力があり自信もあったが故に臣下の進言を聞かなかった項羽は、その後の破滅を招く事となった。

## その他
- 「鴻門の会」は、司馬遷の著した『史記』の項羽本紀や、『十八史略』に記述され、古くから日本人に親しまれてきた。高校の教科書等にも、漢文の教材として必ずといっていいほど掲載されている部分である。
- 現在の中国のことわざに「項荘舞剣、意在沛公（項荘の舞剣、意は沛公にあり）」というものがあり「もっともらしい名目（余興のための剣舞）を掲げているが、真意は他（劉邦の暗殺）にある」という意味である。2016年に王毅外相がアメリカの韓国へのTHAADミサイル配備を「朝鮮半島の安定という名目を掲げているが、目的は別のところにある」とこの表現を使い、批判した。
- 後の文学『三国志演義』では劉備が蜀（益州）へ入る際に剣舞に乗じて劉璋が暗殺されかける「鴻門の会」を意識したシーンがある。劉備の入蜀の際、劉璋の忠臣張任は同僚たちと共に劉備の危険性を説き、入蜀に反対するが劉璋には聞き入れられない。劉備軍の軍師である龐統が、宴会の席で劉璋を殺害しようと魏延に剣舞を舞わせた際には、陰謀を察知し劉璋を守るため、魏延と共に舞うなど鴻門の会さながらの立ち回りを見せる。